# Jesse Wallace
 (octobre 2018).
Si vous disposez d'ouvrages ou d'articles de référence ou si vous connaissez des sites web de qualité traitant du thème abordé ici, merci de compléter l'article en donnant les références utiles à sa vérifiabilité et en les liant à la section « Notes et références ».
Jesse Wallace, né le 17 juillet 1899 à Beardstown en Illinois et mort le 29 janvier 1961 à Milwaukee au Wisconsin, est un homme politique américain. Il est gouverneur des Samoa américaines du 30 juillet au 8 août 1940.